# Кущинское сельское поселение
Кущинское сельское поселение — упразднённое сельское поселение в Алексеевском районе Белгородской области.
Административный центр — село Кущино.
Упразднено 19 апреля 2018 с преобразованием Алексеевского муниципального района в Алексеевский городской округ.

## География

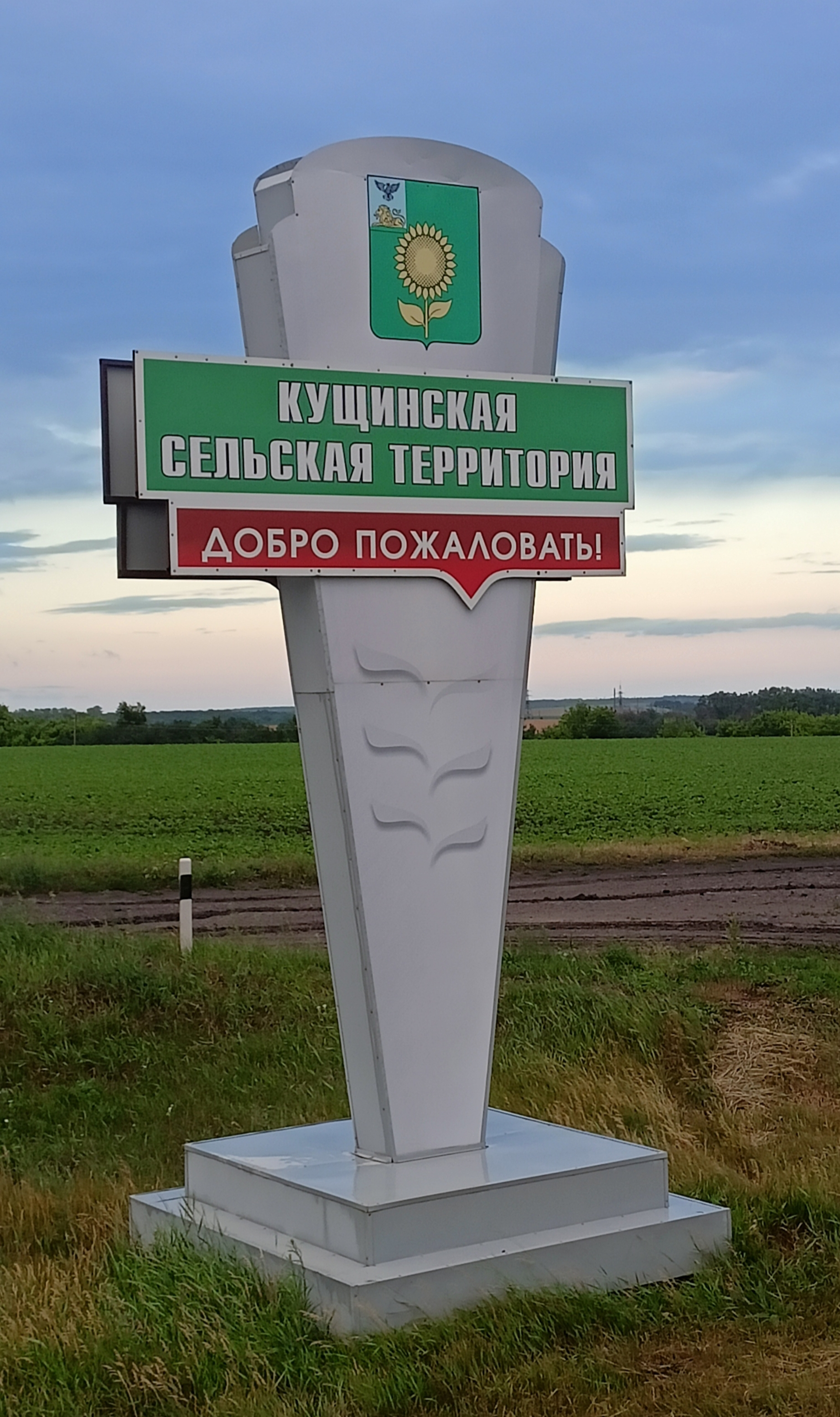

Кущинское сельское поселение граничит на юге с Хрещатовским сельским поселением, на западе с Хлевищенским сельским поселением, на севере с городом Алексеевка, на востоке с Меняйловским сельским поселением.
Кущинское сельское поселение находится на границе степной и лесостепной зон.

## Население
| 2010  | 2011  | 2012  | 2013  | 2014  | 2015  | 2016  |
| ----- | ----- | ----- | ----- | ----- | ----- | ----- |
| 1590  | ↘1586 | ↘1573 | ↗1577 | ↘1557 | ↘1534 | ↘1525 |
| 2017  | 2018  |       |       |       |       |       |
| ↘1506 | ↘1489 |       |       |       |       |       |

## Состав сельского поселения
| № | Населённый пункт | Тип населённого пункта       | Население |
| - | ---------------- | ---------------------------- | --------- |
| 1 | Гезов            | хутор                        | ↗305      |
| 2 | Кущино           | село, административный центр | ↘569      |
| 3 | Орлов            | хутор                        | ↘7        |
| 4 | Теплинка         | село                         | →213      |
| 5 | Шелушин          | хутор                        | ↗83       |
| 6 | Щербаково        | село                         | ↗413      |

## Экономика
- ООО «Агротех-Гарант» Щербаковское[13]